# Ekaterina Galkina
Ekaterina Vladimirovna Galkina (en ruso: Екатери́на Влади́мировна Га́лкина; Moscú, 10 de agosto de 1988) es una curler rusa.

## Educación
Ha estudiado Administración y Relaciones Internacionales en la Universidad Estatal Rusa de Humanidades.

## Carrera profesional
En los Juegos Olímpicos de Invierno de 2006, en Turín, Italia, formó parte del equipo de Ludmila Privivkova. Un año después, este equipo ganó el Campeonato Europeo de Curling de 2006.
En enero de 2010, Galkina fue incluida oficialmente en el equipo olímpico ruso. Ella y sus compañeras de equipo representaron a Rusia en el Campeonato Mundial de Curling Femenino Ford 2014 celebrado en Saint John, Nuevo Brunswick, Canadá, del 15 al 23 de marzo. El equipo tenía un récord de 8-3 en el round robin y fue sembrado tercero en los playoffs. El equipo de Rusia perdió el juego de playoffs 3-4 Page ante el equipo de Corea, pero luego derrotó al equipo de Corea para ganar la medalla de bronce. Fue la primera medalla para Rusia en el campeonato mundial femenino de curling. El equipo también compitió por Rusia en los Juegos Olímpicos de Invierno de 2014 celebrados en Sochi, Rusia, y terminó en noveno lugar.
Galkina es cinco veces campeona rusa de curling. Jugó en muchos eventos internacionales como miembro de equipos nacionales o de clubes.
Actualmente trabaja como miembro de la Junta Ejecutiva de la Federación Rusa de Curling y, de vez en cuando, se desempeña como comentarista de curling para Match TV (canal de televisión federal de deportes ruso) y el canal de YouTube Russian Curling TV. 